# Sports Illustrated Swimsuit Issue
Sports Illustrated Swimsuit Issue este o revistă publicată anual în cadrul revistei americane Sports Illustrated. Ea dispune de fotomodele care  în regiuni exotice, pozează în costume de baie. Conform surselor, revista este arbitrul de succesiune și ierarhie supermodelelor.
De-a lungul anilor multe modele, cum ar fi: Cheryl Tiegs, Christie Brinkley, Paulina Porizkova, Elle Macpherson, Rachel Hunter, Rebecca Romijn, Petra Nemcova, Valeria Mazza, Heidi Klum, Tyra Banks și Marisa Miller, au apărut pe copertă. Alte modele în paginile sale, dar nu pe copertă, printre care se numără Cindy Crawford, Stephanie Seymour, Niki Taylor, Angie Everhart și Naomi Campbell. Cele opt modele care apar pe copertă în 2006 au apărut pe o carte masă de cafea numită Sports Illustrated: Exposure. Fotografiată de Raphael Mazzucco și produsă de Diane Smith, ședința foto fără precedent a avut 139 de pagini de poze nepublicate. 

## Modele de pe copertă
- 1964 – Babette March
- 1965 – Sue Peterson
- 1966 – Sunny Bippus
- 1967 – Marilyn Tindall
- 1968 – Turia Mau
- 1969 – Jamee Becker
- 1970 – Cheryl Tiegs
- 1971 – Tannia Rubiano
- 1972 – Shelia Roscoe
- 1973 – Dayle Haddon
- 1974 – Ann Simonton
- 1975 – Cheryl Tiegs
- 1976 – Yvette and Yvonne Sylvander
- 1977 – Lena Kansbod
- 1978 – Maria João
- 1979 – Christie Brinkley
- 1980 – Christie Brinkley
- 1981 – Christie Brinkley
- 1982 – Carol Alt
- 1983 – Cheryl Tiegs
- 1984 – Paulina Porizkova
- 1985 – Paulina Porizkova
- 1986 – Elle Macpherson
- 1987 – Elle Macpherson
- 1988 – Elle Macpherson
- 1989 – Kathy Ireland
- 1990 – Judit Masco
- 1991 – Ashley Richardson (Montana)
- 1992 – Kathy Ireland
- 1993 – Vendela Kirsebom
- 1994 – Kathy Ireland, Elle Macpherson și Rachel Hunter
- 1995 – Daniela Pestova
- 1996 – Valeria Mazza și Tyra Banks
- 1997 – Tyra Banks
- 1998 – Heidi Klum
- 1999 – Rebecca Romijn
- 2000 – Daniela Pestova
- 2001 – Elsa Benitez
- 2002 – Yamila Diaz
- 2003 – Petra Němcová
- 2004 – Veronica Varekova; medalion Anna Kournikova
- 2005 – Carolyn Murphy; medalion Jessica White, Marisa Miller, Yamila Diaz
- 2006 – Toate care au fost în trecut: Veronica Varekova, Elle Macpherson,
Rebecca Romijn, Rachel Hunter, Daniela Pestova, Elsa Benitez,
Carolyn Murphy, Yamila Diaz; medalion Heidi Klum, Maria Sharapova
- 2007 – Beyoncé Knowles; medalion Bar Refaeli
- 2008 – Marisa Miller
- 2009 – Bar Refaeli; medalion Brooklyn Decker
- 2010 – Brooklyn Decker
- 2011 – Irina Shayk; medalion Kate Upton
- 2012 – Kate Upton
- 2013 – Kate Upton
- 2014 – Nina Agdal, Lily Aldridge & Chrissy Teigen

## Ierarhia fotomodelelor
Modelele care au apărut de mai multe ori pe prima pagină
| Model             | Nummărul aparițiilor            |
| ----------------- | ------------------------------- |
| Elle Macpherson   | 5: 1986, 1987, 1988, 1994, 2006 |
| Christie Brinkley | 3: 1979, 1980, 1981             |
| Kathy Ireland     | 3: 1989, 1992, 1994             |
| Cheryl Tiegs      | 3: 1970, 1975, 1983             |
| Daniela Pestova   | 3: 1995, 2000, 2006             |
| Paulina Porizkova | 2: 1984, 1985                   |
| Tyra Banks        | 2: 1996, 1997                   |
| Rachel Hunter     | 2: 1994, 2006                   |
| Rebecca Romijn    | 2: 1999, 2006                   |
| Elsa Benitez      | 2: 2001, 2006                   |
| Yamila Diaz-Rahi  | 2: 2002, 2006                   |
| Veronica Varekova | 2: 2004, 2006                   |
| Carolyn Murphy    | 2: 2005, 2006                   |